# Power Rangers Wild Force
Power Rangers Wild Force (Power Rangers Fuerza Salvaje en Hispanoamérica, Power Rangers Poder Salvaje en España) es el título de la décima temporada de la franquicia Power Rangers. 
Fue la temporada en la que se produjo el cambio de productora. Realizó la preproducción Saban Entertainment y Renaissance Atlantic Entertainment; y llevaron la producción a cabo Disney Enterprises, BVS Entertainment, Renaissance Atlantic Entertainment y MMPR Productions (estos últimos en su último trabajo para la franquicia); todos en colaboración con Toei Company. 
Constó de 40 episodios, y como otras temporadas de la franquicia, parte de las escenas están extraídas de la franquicia Super Sentai Series, en este caso de Hyakujū Sentai Gaoranger. 
Celebró el décimo aniversario de la franquicia con un episodio especial titulado Forever Red en el que regresaron prácticamente todos los Red Rangers de las nueve temporadas anteriores de Power Rangers. Coincidencialmente, su contraparte japonesa festejaba los 25 años de la franquicia Super Sentai Series.
Esta fue la última serie de la franquicia  en ser doblada al español por Audiomaster 3000 dando su cierre a comienzos del 2003.

## Argumento
Cole Evans es un muchacho que ha vivido con una tribu en la jungla durante muchos años, y que encuentra por casualidad el Animarium, un lugar místico en el que conoce a otros cuatro jóvenes de distintas procedencias que se unen a él para proteger a la Tierra del ataque de una raza de criaturas llamadas orgs, liderados por el Amo Org, que pretenden contaminar la Tierra. Para enfrentarse a ellos, la princesa Shayla del Animarium les entrega el poder de los Wild Force Rangers, además de servirles de mentora en la batalla que se avecina.

## Elenco y personajes

### Principales
- Ricardo Medina, Jr. como Cole Evans/Red Wild Force Ranger.
- Alyson Kiperman como Taylor Earthard/Yellow Wild Force Ranger.
- Phillip Jeanmarie como Max Cooper/Blue Wild Force Ranger.
- Jessica Rey como Alyssa Enrilé/White Wild Force Ranger.
- Jack Guzmán como Danny Delgado/Black Wild Force Ranger.
- Philip Andrew como Merrick Baliton/Lunar Wolf Ranger.
- Ann Marie Crouch como la Princesa Shayla.
- Ilia Volok como el Amo Org/Víctor Adler.
- Sin Wong como Tóxica.

### Secundarios
- Richard Cansino y Danny Wayne como Jindrax. Cansino da la voz al personaje, Wayne interpreta la forma humana de Jindrax.
- Dan Woren y Lex Lang como la voz de Zen-Aku.
- Michael Sorich como la voz del general Retinax.
- Ken Merckx como la voz del general Nayzor.
- Barbara Goodson y Ezra Weisz como las voces del general Mandilok.
- Dan Woren como la voz de Onikage.
- J.D. Hall como Willie.
- Charles Gideon David como la voz de Animus.
- Ryan Goldstein como Kyte.
- Ana Bianco como Elizabeth Evans.
- Jack Maxwell como Richard Evans.
- Sandra McCoy como Kendall.

### Invitados
- Jason Faunt como Wesley "Wes" Collins/Red Time Force Ranger.
- Michael Copon como Lucas Kendall/Blue Time Force Ranger.
- Kevin Kleinberg como Trip Regis/Green Time Force Ranger.
- Deborah Estelle Philips como Katie Walker/Yellow Time Force Ranger.
- Erin Cahill como Jen Scotts/Pink Time Force Ranger.
- Daniel Southworth como Eric Myers/Quantum Ranger.
- Vernon Wells como Ransik.
- Kate Sheldon como Nadira.
- Brianne Siddall como la voz de Circuit.
- Austin St. John como Jason Lee Scott/Mighty Morphin Red Ranger
- Christopher Glenn como la voz de Aurico/Red Alien Ranger
- Jason David Frank como Tommy Oliver/Red Zeo ranger.
- Selwyn Ward como T.J. Johnson/Red Turbo Ranger.
- Christopher Khayman Lee como Andros/Red Space Ranger.
- Danny Slavin como Leo Corbett/Red Galaxy Ranger.
- Sean Cw Johnson como Carter Grayson/Red Lightspeed Ranger.
- Paul Schrier como Bulk.
- Jason Narvy como Skull.
- Richard Steven Horvitz como la voz de Alpha 7.
- Archie Kao como la voz del general Venjix.
- Catherine Sutherland como la voz de Tezzla.
- Walter Jones como la voz de Gerrok.

### Wild Force Rangers
- Cole Evans/Red Wild Force Ranger: Cole fue encontrado de bebé por una tribu en una jungla, ellos lo criaron hasta que finalmente se volvió un adulto, entrenándolo y reforzando su conexión con la naturaleza. Llegado el momento de su partida, su tribu le entregaron varios objetos que encontraron con él, como una foto de sus padres y un cristal rojo, y lo mandaron fuera de la tribu a una misión para encontrarse a sí mismo y descubrir su pasado, siendo así como se reunió con el resto de los Wild Force Rangers. Cole cree que hay bondad oculta en todos los seres, a pesar de la falta de corazón de los Orgs. A pesar de ser el último en incorporarse al equipo, su fuerza y determinación lo convirtieron en líder al instante en sustitución de Taylor, que era la líder antes de su llegada y que al principio no termina de verlo con buenos ojos. Su animal personal es el león.

- Taylor Earhardt/Yellow Wild Force Ranger: Es la líder hasta la llegada de Cole. De niña, Taylor viajaba en avión y por la ventana vio el Animarium. Más tarde, mientras servía en la Fuerza Aérea, esta terminó aterrizando forzosamente en el Animarium y conoció a la princesa Shayla. Fue la primera reclutada para el equipo, y quien guio a los nuevos miembros que se fueron incorporando hasta la llegada de Cole, que la sustituyó. Su pasado militar la ha hecho rígida, insensible y poco femenina, llegando a escribir un libro de reglas para el equipo. Su animal personal es el águila.

- Max Cooper/Blue Wild Force Ranger: Es muy buen amigo de Danny. Fue el tercero en incorporarse al equipo, prácticamente después que Alyssa, y llevaba seis meses incorporado cuando entró Cole. Se convirtió en Power Ranger cuando ayudó a dos chicas a escapar de un Org. Después de que Taylor y Alyssa se enfrentaran al Org, el cristal azul apareció en manos de Max y se unió a ellas. Anteriormente, se estaba preparando para convertirse en jugador de bolos profesional. Los demás lo consideran el niño del equipo, por ser el más joven y el de comportamiento más infantil, pero el odia que lo llamen niño, lo que lo lleva a intentar probarse continuamente ante sus compañeros y mantener un comportamiento agresivo y descarado. Es el sujeto cómico del equipo y un maestro de la improvisación. Su animal personal es el tiburón.

- Danny Delgado/Black Wild Force Ranger: Su lema es «Never Give Up», «Nunca te rindas», que suele repetir a lo largo de toda la serie como un mantra, a pesar de que su compañero Max necesita recordársela de vez en cuando, cuando el propio Danny se siente desesperado. En el pasado trabajaba en una floristería, y siente pasión por las flores, también se sabe que este le tiene miedo a las alturas. Fue el penúltimo en unirse al equipo, dos meses antes que Cole, y cuatro después que Alyssa y Max. Físicamente es el más fuerte del equipo, pero en su interior es un hombre pacífico con un lado muy dulce, y algunos rasgos tremendamente infantiles, como dormir con un osito de peluche. Está tremendamente enamorado de una compañera de la florería, Kendall, volviéndose muy torpe cuando está cerca de ella, pero acabó comprendiendo que mientras fuera un Ranger tendría que dejar sus sentimientos a un lado y concentrarse en la batalla. Su animal personal es el bisonte.

- Alyssa Enrilé/White Wild Force Ranger: Es el miembro más amable y cariñoso del equipo. Cuando algún Ranger es herido, ella es siempre la primera que corre a cuidar sus heridas. También intenta relajar cualquier tipo de tensión entre los compañeros, sobre todo entre Cole y Taylor al principio. Suele cocinar para el equipo, e incluso lee cuentos a Max y Danny. El padre de Alyssa la entrenó en las artes marciales, con la esperanza de que la sucediera en su escuela, y le rompió el corazón saber que ella lo que quería era ir a la universidad para estudiar una carrera. Su animal personal es el tigre.

- Merrick Baliton/Lunar Wild Force Ranger: Era originalmente uno de los seis guerreros originales de Animaria y fue testigo de la batalla final entre el primer Amo Org y Animus. Sin embargo cuando Animus cayó derrotado en la batalla, Merrick se tomó el asunto como algo personal y decidió ir a buscar una forma de como poder derrotar al Amo Org. Pero sabiendo que no contaba con el poder suficiente para hacerlo en solitario, este obtuvo una antigua máscara maldita que estaba oculta en la ciudad oscura y con la cual obtuvo el poder suficiente para enfrentar y derrotar al Amo Org de una vez por todas. Sin embargo, tan pronto como logró su objetivo, terminó siendo maldecido y poseído por el poder de la máscara maldita y se convirtió en Zen-Aku. Poco después de esto, Merrick ya convertido en Zen-Aku se dirigió a buscar a sus antiguos compañeros guardianes de Animaría, a los cuales les explico lo que sucedió previamente y les pidió que por favor lo eliminaran antes de perder completamente la cordura, en un principio estos se negaron a hacerlo y finalmente Merrick cayo poseído por Zen-Aku y atacó a sus compañeros, quienes en lugar de matarlo como les pidió, decidieron usar sus Crystal Sabers para sellarlo en un sarcófago de piedra por toda la eternidad y para proteger al mundo de Zen-Aku. Siglos más tarde, en la actualidad, Nayzor lo liberó de su prisión y como Zen-Aku luchó contra los Wild Force Rangers, hasta que estos descubrieron la verdad y lograron liberarlo de la maldición. Ahora ya estando libre de su maldición, pero aun sintiéndose culpable por todo lo que hizo como Zen-Aku previamente, Merrick decidió no unirse al resto de los Wild Rangers, sino que en su lugar prefirió permanecer apartado de ellos y autoexiliado del Animarium, tratando de purgar todos sus pecados pasados, pero aun así también ayuda a los Wild Rangers cuando estos lo necesiten en batalla. Siente algo por la princesa Shayla, pero rara vez lo deja ver. Su animal personal es el lobo.

### Aliados
- Princesa Shayla: Es la princesa del Animarium, una isla flotante que es el último resto del mundo perdido de Animaria. Después de la desaparición de Animus y el Amo Org, cayó en un profundo sueño que duró siglos y siglos, y del que despertó a la vez que los Orgs por culpa de la contaminación humana. Sirve de mentora de los Rangers, y a veces toma el papel de damisela en apuros, aunque es capaz de defenderse cuando es absolutamente necesario. Tiene también poderes para enfrentarse o encerrar al mal, aunque rara vez los utiliza. Tiene sentimientos románticos hacia Merrick, pero rara vez los deja ver ni permite que se interpongan en su misión.

- Animus: Es una deidad Megazord que según Shayla es antepasado del actual Wild Force Megazord. Hace 3.000 años luchó contra el antiguo Amo Org y fue destruido, pero su espíritu perduró, y se apareció varias veces en momentos de necesidad en la actualidad.
- Kyte: Aparece en el episodio las alas de Animaria anónimamente con una bata blanca, dejándoles resolver un acertijo para liberar un nuevo Zord con poderes asombrosos (Falcon Zord). Después de un tiempo aparece como un niño supuestamente huérfano que es encontrado por Cole, haciéndose amigo de los Power Rangers  y resultó conocer a Merrick desde hace mucho tiempo, mostrándoles su verdadera identidad la de Animus. Como consecuencia le obsequia a Cole un arsenal de alto calibre la Wildforce Rider.

### Arsenal
- Growl Phone: Un teléfono móvil que sirve a los Rangers para transformarse, y también sirve como dispositivo de comunicación entre Rangers. Cada uno puede transformarse en una miniatura de su respectivo Wild Zord. Funciona con la frase "Wild Access".[Notas 1]

- Lunar Caller: Es el dispositivo de transformación del Lunar Wolf Ranger, un teléfono similar a los demás Growl Phones.

- Crystal Sabers: Son las armas básicas de los Rangers, unas espadas en las que insertar los orbes de los Power Animals para invocar a los Wild Zords.

- Jungle Sword: Una espada fruto de la unión de las cinco armas personales de cada Ranger con la que dar un potente ataque definitivo.
  - Red Lion Fang: El arma personal del Red Ranger, inspirada en una garra. Además de servir como arma cuerpo a cuerpo, puede transformarse en el Lion Blaster, un cañón para ataque a distancia.
  - Golden Eagle Sword: El arma personal de la Yellow Ranger, una espada.
  - Blue Shark Fighting Fins: El arma personal del Blue Ranger, dos tonfas.
  - Black Bison Axe: El arma personal del Black Ranger, un hacha.
  - White Tiger Baton: El arma personal de la White Ranger, un bastón.

- Lunar Cue: Es el arma personal del Lunar Wolf Ranger, un arma con tres modos, el modo espada, el modo pistola y el modo palo.

- Falcon Summoner: Es un arma que funciona como pistola o como bayesta, y que sirve para invocar al Wild Falcon Zord.

- Animarium Armor: Es el Battlizerd del Red Ranger, una potente armadura que invocar en casos de necesidad, con alas que le permiten volar, o doblarse a modo de escudo y disparar potentes ráfagas de energía.

- Jungle Blaster: Una nueva arma de equipo que reemplazó a la Jungle Sword. Se trata de un cañón formado a partir de nuevas armas individuales para los Rangers.
- Wild Force Rider: Un arsenal de alto calibre perteneciente al RED RANGER con el cual fue capaz de vencer al ZORD temible y poderoso de Lord Z, Serpenterra.

### Zords
Cada uno de los Rangers tiene un Wild Zord principal y varios Wild Zords secundarios a su disposición. Los Wild Zords principales salvo el del Lunar Wolf se combinan para formar el Wild Ford Megazord, mientras que los secundarios sustituyen a alguno de los Wild Zords principales en el Megazord para otorgarle habilidades adicionales.
- Wild Force Megazord: Es el fruto de la combinación de Red Lion, Black Bison, Yellow Eagle, Blue Shark y White Tiger. Otros Wild Zords pueden combinarse con él y proporcionarle habilidades adicionales.
  - Red Lion: Es el Wild Zord principal del Red Ranger, un león. Forma el pecho del Wild Force Megazord.
  - Yellow Eagle: Es el Wild Zord principal de la Yellow Ranger, un águila. Forma la cabeza del Wild Force Megazord.
  - Blue Shark: Es el Wild Zord principal del Blue Ranger, un tiburón. Forma el brazo derecho del Wild Force Megazord.
  - Black Bison: Es el Wild Zord principal del Black Ranger, un bisonte. Forma el abdomen y las piernas del Wild Force Megazord.
  - White Tiger: Es el Wild Zord principal de la White Ranger, un tigre. Forma el brazo izquierdo del Wild Force Megazord.

- Wolf: Es el Wild Zord principal del Lunar Wolf Ranger. Forma las distintas combinaciones Predazord, controlables por el Lunar Wolf Ranger.

- Elephant: Es un Wild Zord secundario de la White Ranger, un elefante.
- Giraffe: Es un Wild Zord secundario del Blue Ranger, una jirafa.
- Kongazord: Es la unión del Gorilla, Black Bear, Polar Bear, y del Yellow Eagle, Black Bison o Rhino y Armadillo.
  - Black Bear y Polar Bear: Son dos Wild Zords secundarios de la Yellow Ranger, dos osos, el primero un oso negro y el segundo un oso polar.
  - Green Gorilla: Es un Wild Zord secundario del Red Ranger, un gorila de color verde. Sirve como núcleo de las combinaciones Kongazord.
- Alligator: Es un Wild Zord secundario del Lunar Wolf Ranger, un caimán.
- Hammerhead Shark: Es un Wild Zord secundario del Lunar Wolf Ranger, un tiburón cabeza de martillo.
- Rhino y Armadillo: Son dos Wild Zords secundarios del Black Ranger, un rinoceronte y un armadillo.
- Deer: Es un Wild Zord secundario de la White Ranger, un ciervo.
- Falcon: Es un Wild Zord secundario del Red Ranger, un gran halcón.
- Soul Bird: Es un Wild Zord secundario que sirve de cabina en los Megazords (excepto el Predazord), un pájaro.

- Isis Megazord: Es el fruto de la combinación de Falcon, Rhino, Armadillo, Deer y Giraffe. Tiene un modo Predator que requiere la combinación de Falcon, Black Bison, Wolf y Hammerhead Shark.
- Pegasus Megazord: Es la unión de Falcon, Blue Shark, White Tiger y Elephant junto a una versión gigante de Red Lion.
- ISIS Megazord Modo Depredador: Es la unión del Falcón Zord, Pez Martillo y Bisón Zord; entre sus técnicas especiales tenemos: la patada de bisonte y su técnica final y definitiva alas de animalia o Wing Sword Animalia.

### Orgs
Los Orgs son los enemigos de los Power Rangers Wild Force, unas criaturas que adoran la contaminación y que desean conquistar la Tierra. Todos los Orgs ordinarios tienen dos cuernos en ambos lados de la cabeza mientras que los de alto rango tienen un cuerno en la frente, que constituye su fuente vital, y carecen de sangre.
- Amo Org: Es el líder de los Orgs y el que orquesta los ataques a los Rangers y la Tierra, que desea contaminar para convertirla en un paraíso de los Orgs. Su deseo es devorar el corazón Org para así hacerse indestructible.
- Jindrax: Es un duque Org y el compañero inseparable de Tóxica, maestro de las armas. Siempre está manejando cuchillos o espadas y se enfrenta a los Rangers en combate cuando es necesario.
- Tóxica: Es una duquesa Org y la compañera inseparable de Jindrax, además de ser una maestra en la magia. Tiene el poder de, mediante un hechizo, hacer que los Orgs se conviertan en gigantes después de caer en batalla.
- Zen-Aku: Es un duque Org liberado de ataúd sellado hace 3.000 años por los primeros guerreros, desde la batalla original entre Animus y el Amo Org. Se enfrenta repetidas veces a los Rangers y se convierte en un enemigo formidable, aunque guarda un secreto, y el hecho de que en una batalla los Rangers le vieran sangrar les hizo sospechar, ya que ningún Org puede sangrar.
- Putrids: Son los soldados de campo de los Orgs, versiones inferiores de estos con los cuernos a medio salir, y por tanto mucho más débiles que los Orgs normales.
- Onikage: Un duque org ninja, "leal a su único amo", el Amo Org. Fue el que fraguó la trampa contra Mandilok, y como consecuencia la muerte de Tóxica. Fue el primero en entrar al Animarium sin ser descubierto.
- Juggelo: Es el hermano de Jindrax (el org juglar) juntos formaron el equipo carnaval que unidos eran capaces de vencer a los Power Rangers. Jindrax se ve obligado a comer los frijoles de crecimiento, creciendo por primera vez para ayudar a su hermano y vencer al Wild Force Megazord, pero Juggelo es derrotado como consecuencia, y Jindrax de una manera afortunada volver a la normalidad.

## Episodios
| Temporada | Temporada | Episodios | Episodios | Emisión original    | Emisión original   |
| Temporada | Temporada | Episodios | Episodios | Primera emisión     | Última emisión     |
| --------- | --------- | --------- | --------- | ------------------- | ------------------ |
|           | 10        | 40        | 40        | 12 de junio de 2001 | 16 de mayo de 2002 |